# شيخ تيمور (بدرانلو)
شیخ تیمور (بالفارسية: شیخ تیمور) هي قرية تقع في إيران في قسم بدرانلو الريفي. يقدر عدد سكانها بـ 201 نسمة بحسب إحصاء 2016.